# Sociaal-Revolutionaire Partij

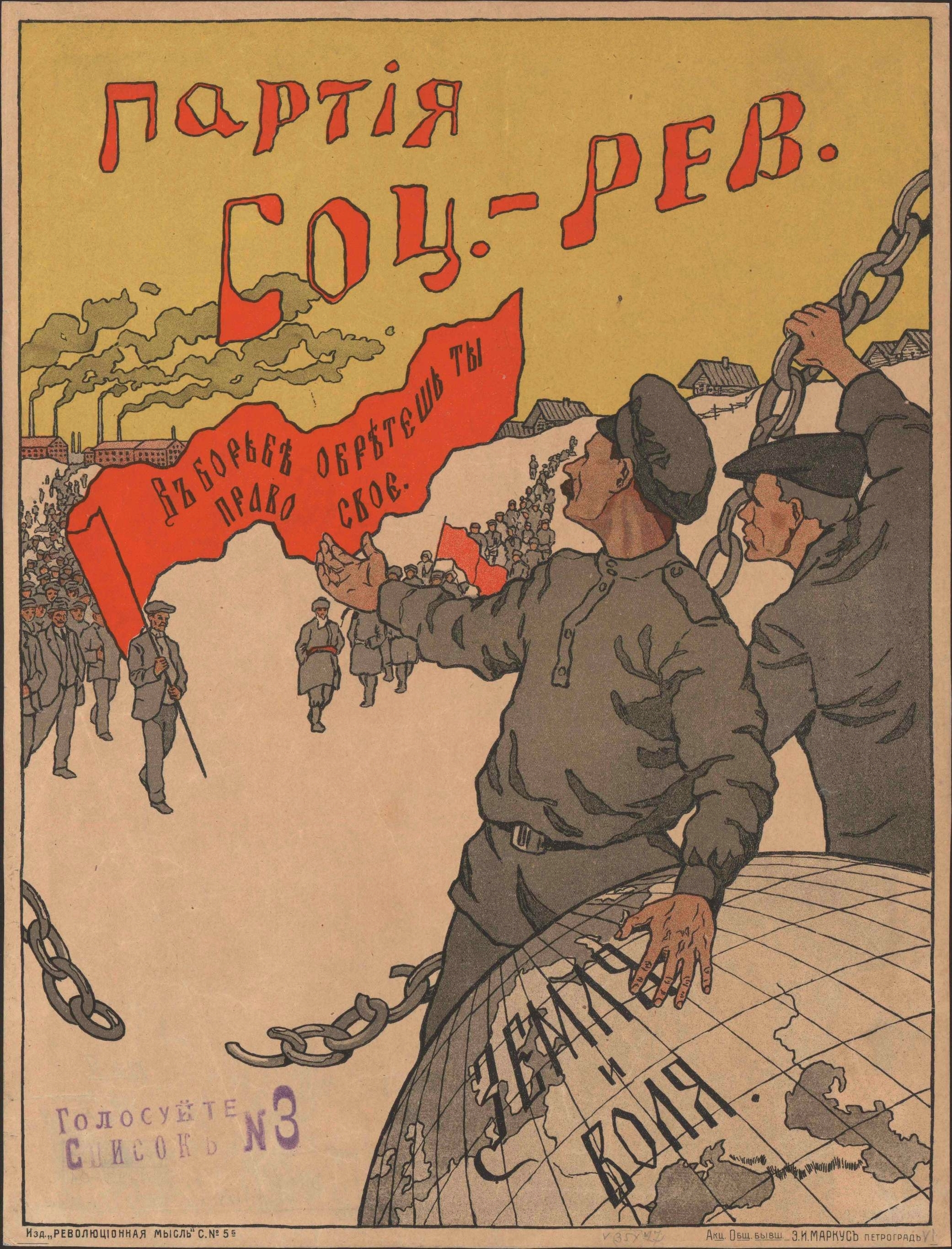
Verkiezingsposter uit 1917 van de Sociaal-Revolutionaire Partij

Sociaal-Revolutionaire Partij of Socialistische Revolutionaire Partij, afgekort SRP (Russisch: Партия социалистов-революционеров (ПСР), Partia sotsialistov-revoljoetsionerov (PSR)), was een Russische, niet-marxistische socialistische partij in de traditie van de Narodniki. 
De Sociaal-Revolutionaire Partij werd in 1902 opgericht door de fusie van plaatselijke socialistische groepjes, die ongeveer dezelfde ideeën hadden. Tussen 1902 en 1906 vermoordde de terroristische vleugel van de partij belangrijke politici, waaronder een grootvorst en een minister van Binnenlandse Zaken. De aanhangers werden sociaal-revolutionairen of socialisten-revolutionairen (Russisch: эсеры; esery) genoemd.
Geheel in de lijn van de narodniki verwachtte de SRP vooral van de boerenstand en geloofde niet in een speciale revolutionaire uitzonderingspositie voor het proletariaat. In hun ogen lag het zaad van de revolutie bij de boeren, die volgens hen alreeds socialistisch waren, zonder dat zij dat zelf wisten. De taak van de sociaal-revolutionairen was om de boeren bewust te maken van de noodzaak van een revolutie. De sociaal-revolutionairen waren tegen de komst van het kapitalisme naar Rusland, terwijl de marxisten juist het kapitalisme zagen als de voorbode van het socialisme. Uiteindelijk sloeg de bolsjewistische communist Vladimir Lenin het kapitalisme over. De sociaal-revolutionairen streefden naar democratie en de overdracht van de landbouwgrond en de fabrieken aan de boeren en arbeiders die daar werkten.
Leiders binnen de sociaal-revolutionaire partij waren Aleksandr Kerenski, Konstantina Bresjko-Bresjkovskaja, Abraham Gots, Boris Savinkov, Pjesjechov, Vera Figner en Viktor Tsjernov. De groep van Kerenski vormde in 1905, nadat de eerste staatsdoema bijeen kwam, de gematigde vleugel genaamd de Troedoviken.
In 1906 splitsten zich twee groepen van de SRP af. Enerzijds de volkssocialisten die zich keerden tegen het moorden van hoge ambtenaren door de SRP en ook wilden de volkssocialisten de landbouwgrond nationaliseren. Anderzijds vormden geroyeerde SRP-leden de Unie van Sociaal-Revolutionaire Maximalisten, die naast aanslagen op ambtenaren ook aanslagen uitvoerde op fabrikanten en grootgrondbezitters. Ook wilden de sociaal-revolutionaire maximalisten direct het maximumprogramma doorvoeren van de sociaal-revolutionairen en niet eerst het minimumprogramma uitvoeren.
Aan de vooravond van de Russische Revolutie bestonden er twee belangrijke vleugels, de rechtse vleugel onder leiding van Kerenski, Savinkov en Bresjko-Bresjovskaja en een linkse vleugel onder leiding van Gots, Pjeschechov en Viktor Tsjernov. Vera Figner, voorheen een terroriste, was een democrate geworden die men eveneens tot de linkervleugel van de partij kon rekenen. Overigens was de SRP geen hechte groep, er bestonden veel verschillen van mening tussen de linker- en de rechtervleugel.
Na de Februarirevolutie (1917) traden zowel Kerenski als Tsjernov toe tot de Voorlopige Regering. Dit riep gemengde gevoelens op binnen de partij, maar Kerenski wist zich gesteund door de rechtervleugel (met name Bresjko-Bresjovskaja, terwijl Savinkov meer naar rechts opschoof) en de intelligentsia. Tsjernov was tegen de voortzetting van de Russische oorlogdeelname aan de Eerste Wereldoorlog, terwijl Kerenski vóór oorlogsdeelname was zolang er nog geen algemene vredesregeling zonder annexaties of schadeloosstellingen kwam waar alle geallieerden en centrale mogendheden aan mee zouden doen. Vanwege zijn talenten als politicus en redenaar werd Kerenski in de voorzomer van 1917 minister-president van de Voorlopige Regering, waarna er meer SRP'ers tot de regering toetraden.
Een deel van de linkervleugel trad uit de SRP, omdat zij voorstanders waren van snellere landonteigeningen van grootgrondbezitters, meer macht aan de sovjets en de eenzijdige uitroeping van vrede zonder schadevergoedingen en annexaties. Zij vormden de Linkse Sociaal-Revolutionaire Partij en steunden de bolsjewieken.
Nadat de bolsjewieken na de Oktoberrevolutie de macht grepen, vluchtten veel sociaal-revolutionairen naar gebieden die nog niet onder bolsjewistische controle stonden en traden veelvuldig toe tot de antibolsjewistische regeringen van de zogenaamde 'Witten' (Witte Leger).
De 'gewone' SRP werd in de vroege jaren twintig verboden, hoewel ze haar ondergrondse activiteiten nog tot het einde van dat decennium zou voortzetten. Een aantal prominente sociaal-revolutionairen verkozen een leven als balling in West-Europa of de Verenigde Staten waar sommigen (zoals Aleksandr Kerenski en Boris Savinkov) nog enige tijd van zich deden spreken door hun rol in de Russische emigrantenbeweging.